# Мечеть Чин

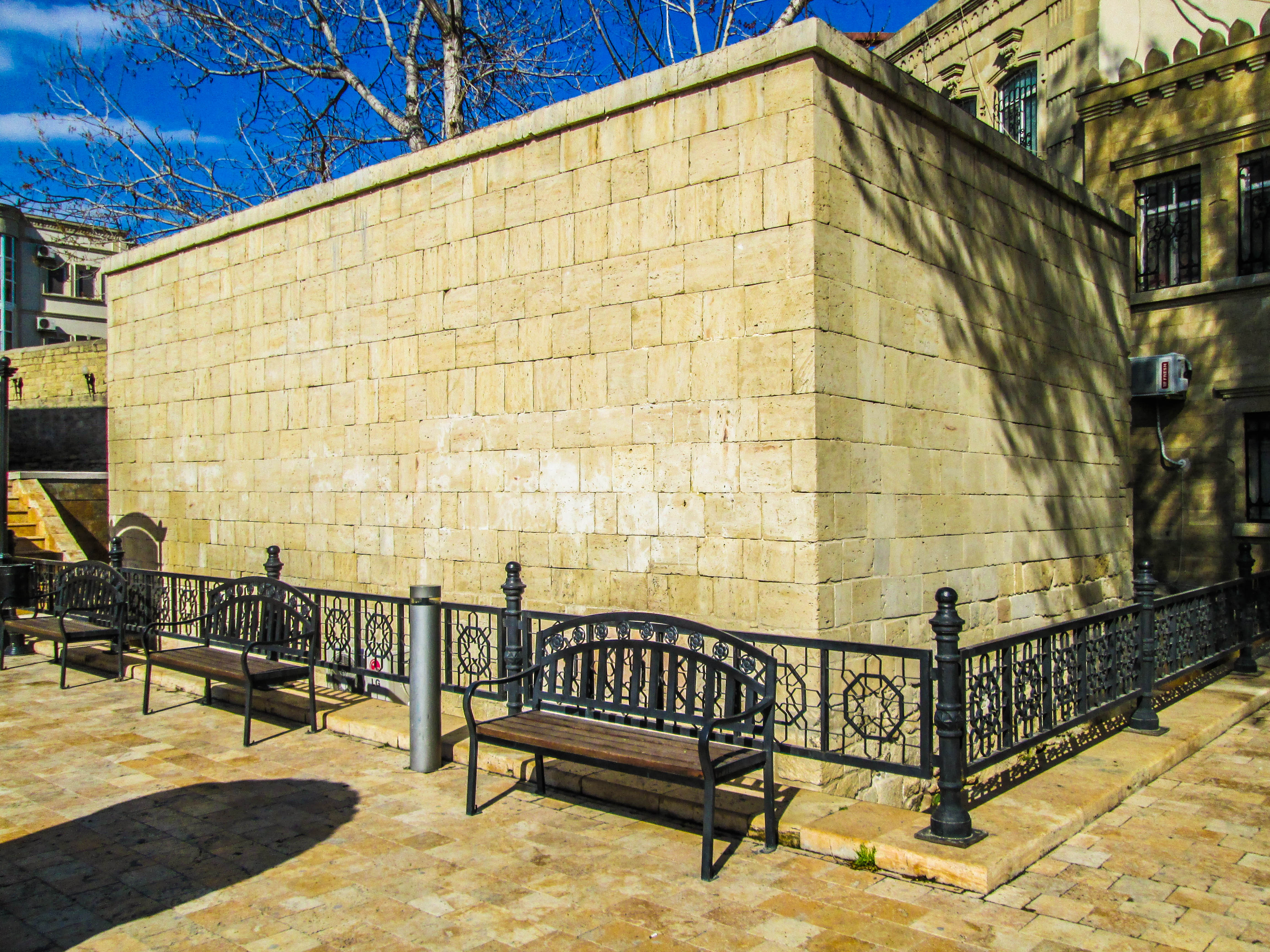
Вид мечеті з саду Вахіда

Мечеть Чин або мечеть Імама Османа аш-Ширвані (азерб. Çin məscidi) — мечеть у столиці Азербайджану місті Баку, в історичній частині міста Ічері-шехер.
Мечеть розташована на північний захід від комплексу Палацу Ширваншахів. Народна назва мечеті — «Чин», таку назву пояснюють тим, що загадані бажання у всіх, хто відвідував мечеть, виконувалися.
Портал мечеті вважається зразковим порталом-входом класичного типу серед середньовічних порталів Баку.

## Історія
Згідно з написом на фасаді над входом до мечеті, вона була побудована в 777 року гіджри (1375 р.). Будівництво було здійснено за заповітом імама Османа аш-Ширвані.
Відповідно до іншого напису на фасаді, в 1186 році гіджри мечеть була відновлена Масудом Алі.
У 2012 році мечеть ґрунтовно відреставрована управлінням державного історико-архітектурного заповідника «Ічері Шехер». Після реставрації мечеть почала використовуватись як приміщення для музею нумізматики при управлінні державного історико-архітектурного заповідника «Ічері Шехер».